# Vickers Wellington
Die Vickers Wellington war ein zweimotoriges britisches Kampfflugzeug des Herstellers Vickers-Armstrong, das im Zweiten Weltkrieg hauptsächlich als Bomber zum Einsatz kam. Zwischen 1936 und 1945 wurden 11.461 Maschinen verschiedener Versionen produziert. Damit ist die Wellington der meistgebaute Bomber der Royal Air Force (RAF). Die „Wimpys“ wurden unter anderem noch bis Anfang der 1950er Jahre als fliegender Prüfstand für die ersten Strahltriebwerke und Turboprops verwendet.
Der Spitzname „Wimpy“ beruhte auf der in den 1930er Jahren populären Zeichentrickfigur Popeye, die einen Freund namens J. Wellington Wimpy hatte. In der RAF wurde die Maschine fast nur „Wimpy“ genannt.

## Entwicklung und Einsatz
Die Wellington war am Anfang des Zweiten Weltkrieges der wichtigste schwere Bomber der Royal Air Force. Sie kam bis zum Kriegsende in verschiedensten Rollen zum Einsatz.
Anfang der 1930er Jahre gab das Air Ministry die Spezifikation B.9/32 über einen neuen schweren Bomber heraus. Ein schwerer Bomber in Hochdecker-Bauart wurde als zu schwerfällig eingeschätzt. Daher entwarf man einen Mitteldecker, der geringere Ruderkräfte, höhere Geschwindigkeiten und einen sparsameren Kraftstoffverbrauch versprach. Nachteil der Mitteldecker-Konfiguration ist jedoch, dass der Querholm, der die beiden Tragflächen verbindet, große Kräfte aufnehmen muss – hier treffen die Auftriebskräfte der Tragflächen und die Rumpflast aufeinander – und daher sehr mächtig ausgelegt werden muss. Der Hauptholm wird daher sinnvollerweise im Schwerpunkt angebracht, wo auch die Bomben und der Haupttank liegen. Folge ist eine Verlagerung des Schwerpunkts beim Abwurf der Bomben oder dem Leeren des Tanks während des Fluges. Ein „tiefer Schulterdecker“ oder Mitteldecker wurde daher als realistischer Kompromiss eingeschätzt und in der Wellington verwirklicht.
Das größte und schwerste Bauelement dieser Flugzeugkonstruktion ist ein Kastenholm, der zwischen den beiden Motorgondeln verläuft und Rumpf und Tragflächen verbindet. An ihm sind die schwersten Baugruppen befestigt: Die beiden Motoren (jeweils 600 kg) und das Hauptfahrwerk. Weiterhin die Bombenlast (bis zu 2700 kg), die zentralen Treibstofftanks und die Außenflügel. Um die Größe von Treibstofftanks und Bombenschacht zu maximieren, musste die Außenkonstruktion möglichst leicht und ohne ins Flugzeuginnere ragende Teile sein.

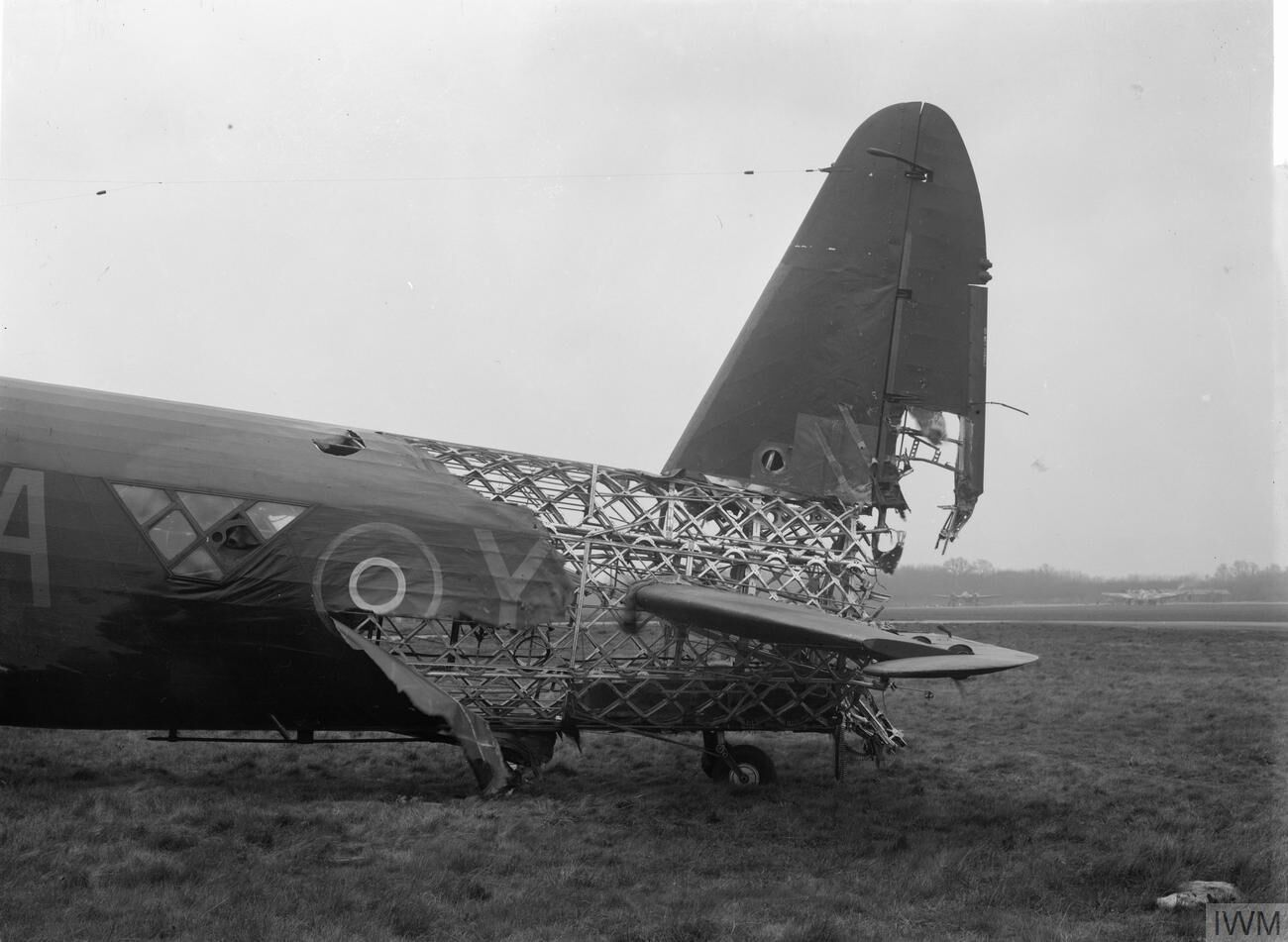
Durch Flaktreffer beschädigte Maschine. Das Leichtmetallgerüst mit seiner Gitterstruktur blieb größtenteils intakt.

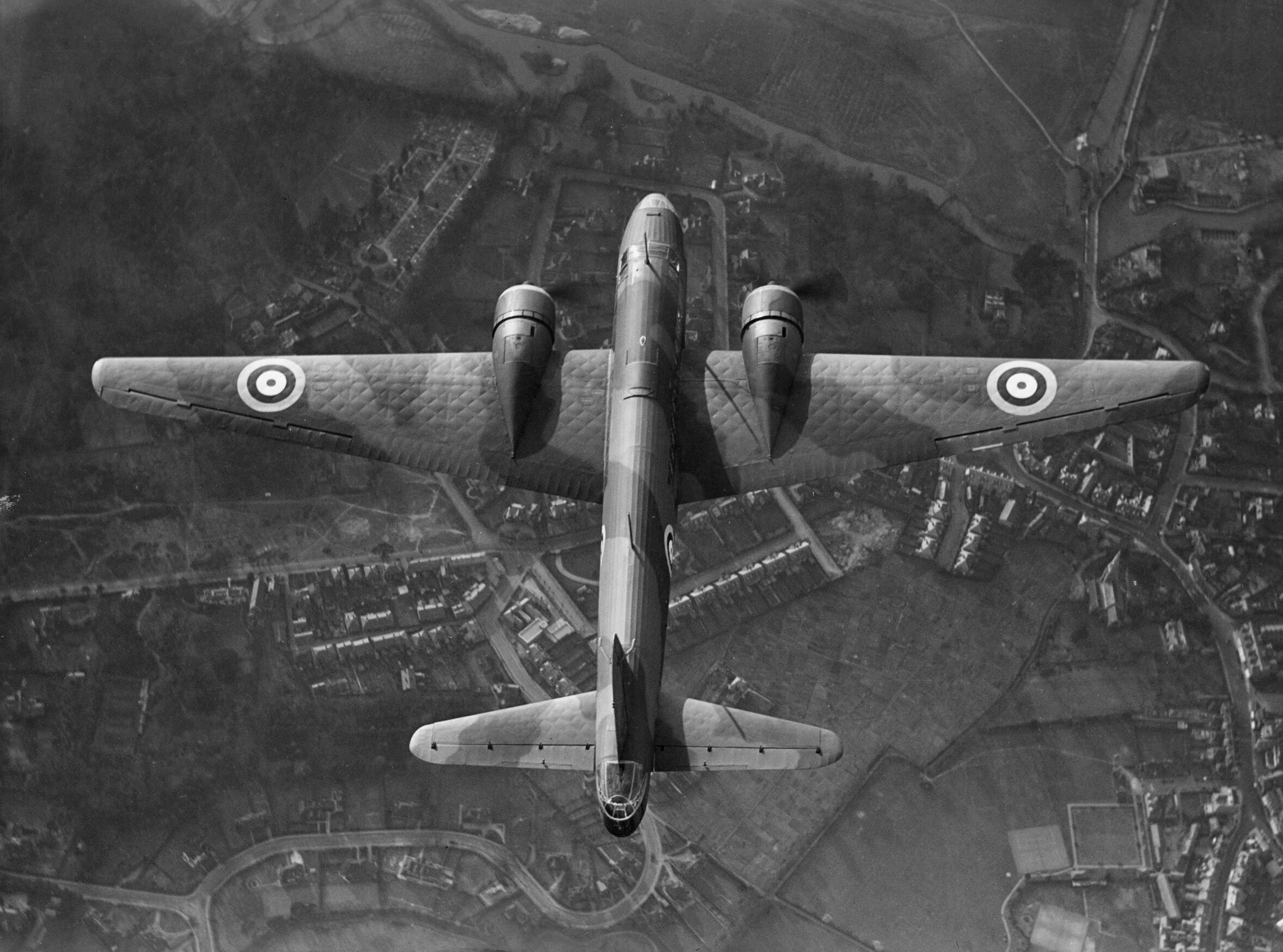
Die durch die Luftkräfte ausgebeulte Stoffbespannung verdeutlicht die geodätische Struktur der Tragflächen.

Vickers-Chefkonstrukteur Barnes Wallis plante daraufhin einen zweimotorigen Mitteldecker mit der patentierten geodätischen Rumpf- und Flügelstruktur. Bei dieser Bauweise wurden Stäbe aus Leichtmetall diagonal zu einer Gitterstruktur verbunden und anschließend mit Stoff bespannt. Ergebnis war eine sehr steife, dabei leichte und robuste Struktur, bei der durch Beschuss lediglich die Bespannung beschädigt, die Stabilität des Flugwerks aber nur bei direkten Treffern gefährdet wurde. Der Nachteil dieser Bauweise war, dass sie arbeitszeitintensiv und damit teuer war. Der Ressourcenverbrauch erschien hingegen vertretbar. Das geringe Eigengewicht erlaubte Neuerungen wie gepanzerte Pilotensitze und Steuerungs-Elemente wie Seilzüge, Hydraulikleitungen, Batterien und eine Kraftstoffnotreserve, die im Hauptholm untergebracht waren. Große Teile des Rumpfes waren frei begehbar. Das war bei erhaltenen Treffern von Vorteil, denn wenn die Rumpf- oder Flügelbespannung einmal eingerissen war, wurde die Bespannung vom Fahrtwind stark ausgebeult. Dies hatte eine zum Teil erhebliche Veränderung der Flugeigenschaften zur Folge. Es kam vor, dass die Besatzung während des Fluges durch Treffer verursachte Löcher im Flugzeug mit ihren Schwimmwesten zustopfte, um die Maschine wieder unter Kontrolle zu bringen. Eine der ersten Weiterentwicklungen waren verschließbare Sperrholz-Schotte.
Der Erstflug des Prototyps (K4049) war am 15. Juni 1936. Außer einem vergrößerten Seitenleitwerk mussten keine größeren Änderungen vorgenommen werden. Im August 1936 wurden die ersten Serienmaschinen bestellt. Die ersten Wellington Mk I hatten Sternmotoren vom Typ Bristol Pegasus XVIII mit 1000 PS und kamen im Oktober 1938 zur No. 9 Squadron.

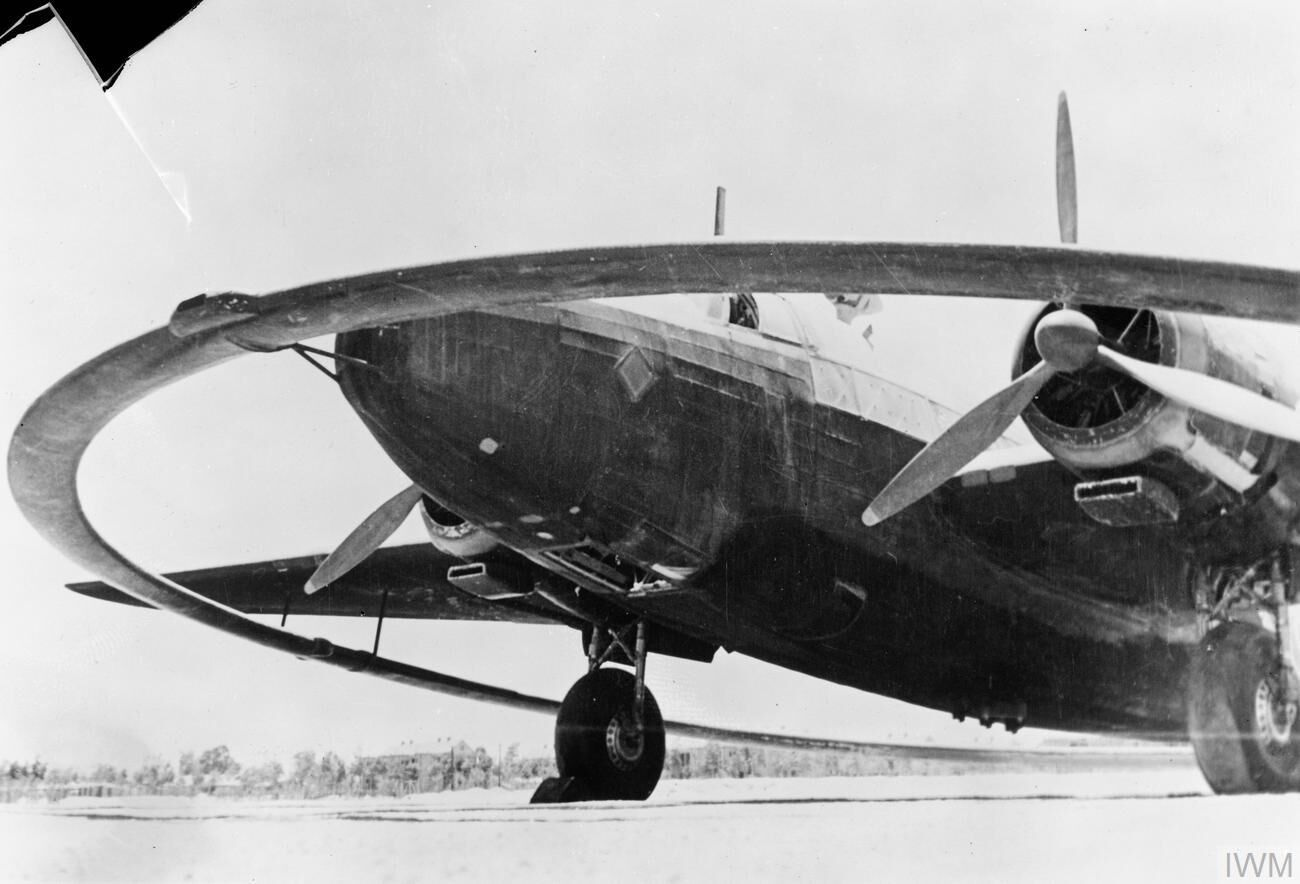
Wellington DWI mit Spulenring (Elektromagnet) zur Räumung von magnetisch gezündeten Seeminen

Bei Kriegsbeginn 1939 waren die Mehrzahl der Flugzeuge des Bomber Command Wellingtons. Schon der erste große Einsatz gegen den deutschen Flottenstützpunkt Wilhelmshaven geriet zum Fiasko. Beim Luftgefecht über der Deutschen Bucht am 18. Dezember 1939 wurde die von Stanley Baldwin 1932 aufgestellte These widerlegt, dass ein Bomberverband, bei dem sich die Flugzeuge mit ihren Abwehrwaffen gegenseitig deckten, „immer durchkommt“ („Whatever people may tell him, the bomber will always get through“ …). Die Jagdstaffeln der Luftwaffe waren durch Funkmessgeräte (Radar) frühzeitig gewarnt und konnten mit ihren Messerschmitt Bf 109 und Bf 110 die anfliegenden 22 Bomber abfangen. Das Ergebnis waren zwölf abgeschossene und weitere drei schwer beschädigte Wellingtons, die nach der Rückkehr in England als Totalschaden abgeschrieben werden mussten.
Das RAF Bomber Command griff daher in der Folgezeit bis zum Kriegsende überwiegend bei Nacht an. Mit Wellingtons ausgerüstete Staffeln wurden in den ersten Kriegsjahren noch viele Male gegen Deutschland eingesetzt, bis die viermotorigen Bomber (Short Stirling, Handley Page Halifax und Avro Lancaster) in größerer Zahl zur Verfügung standen. Die Wellington, nun als mittelschwerer Bomber eingestuft, war beim ersten Tausend-Bomber-Angriff auf Köln am 30. Mai 1942 mit ca. 60 Prozent der eingesetzten Maschinen beteiligt. Der Typ wurde in vielen Varianten gebaut; die meisten Änderungen betrafen neue Motoren. Es wurden dabei statt des Pegasus auch Bristol Hercules, Rolls-Royce Merlin und auch Pratt & Whitney Twin Wasp eingebaut. Auch eine Höhenbomber-Version Mk V mit Druckkabine wurde erprobt, aber 9.145 m Höhe waren unzureichend, und nur eine Squadron wurde 1941 mit diesem Typ ausgestattet. Die Wellington kamen auch in Nordafrika und im Fernen Osten sehr erfolgreich zum Einsatz. Nach 1941 war aber das RAF Coastal Command der größte Nutzer. Hier kam sie als U-Boot-Jäger, Minenleger und mit einem Magnetring auch als Minenräumflugzeug zum Einsatz. Außerdem wurde sie zum Schleppen von Lastenseglern und dem Absetzen von Fallschirm-Agenten genutzt. Ohne Bewaffnung wurde sie auch zum Transport von Truppen und Material verwendet. Die Produktion endete nach neun Jahren am 25. Oktober 1945.
Ab 1944 begann die Entwicklung des Passagierflugzeugs Vickers Viking, für das Außenflügel und Fahrwerk der Wellington verwendet wurden.

## Produktionszahlen
Die Wellington wurde in Großbritannien bei den drei Vickers-Werken Weybridge, Chester und Blackpool gebaut.
| Version             | Weybridge | Chester | Blackpool | Summe  |
| ------------------- | --------- | ------- | --------- | ------ |
| Mk I                | 178       | 3       |           | 181    |
| Mk Ia               | 166       | 17      |           | 183    |
| Mk Ic               | 979       | 1.583   | 50        | 2.612  |
| Mk Ic Torpedo       | 137       |         |           | 137    |
| Mk D.W.I            | 5         |         |           | 5      |
| Mk II               | 399       |         |           | 399    |
| Mk III              |           | 737     | 780       | 1.517  |
| Mk IV               |           | 220     |           | 220    |
| Mk V                | 1         |         |           | 1      |
| Mk VI               | 64        |         |           | 64     |
| Mk VIII Leigh Light | 58        |         |           | 58     |
| Mk VIII Torpedo     | 271       |         |           | 271    |
| Mk X                |           | 2.434   | 1.300     | 3.734  |
| Mk XI               | 105       |         | 75        | 180    |
| Mk XII              | 50        | 8       |           | 58     |
| GR.XIII             | 42        |         | 801       | 843    |
| GR.XIV              | 53        | 538     | 250       | 841    |
| Mk XVIII            |           |         | 80        | 80     |
| Summe               | 2.508     | 5.540   | 3.336     | 11.384 |

| Jahr           | Anzahl |
| -------------- | ------ |
| 1939           | 267    |
| 1940           | 996    |
| 1941           | 1.815  |
| 1942           | 2.700  |
| 1943           | 2.535  |
| 1944           | 2.343  |
| bis 31.07.1945 | 728    |
| Summe          | 11.384 |

Ab August 1945 hat es noch einige Nachlieferungen (ca. 70) gegeben.

## Versionen
Wellington B.I

Vergleich der Hauptvarianten der Vickers Wellington

Serienversion mit 1.050-PS-Sternmotoren Bristol Pegasus XVIII. Bewaffnung mit drei Vickers-Drehtürmen mit je zwei Vickers K-MGs (VGO – Vickers Gas Operated) vom Kaliber .303 British (7,7 mm). 181 wurden ab 1937 gebaut.
Wellington B.IA
Version mit Türmen von Frazer Nash, 187 wurden gebaut.
Wellington B.IB
Vorgeschlagene Version mit anderen Türmen.
Wellington B.IC
Version mit zwei Browning M1919-MGs (Kal. 0,303/7,7 mm) in Seitenständen anstatt des Rückenturms. 2.685 wurden zwischen 1940 und 1942 gebaut.
Wellington B.II
Version mit zwei Rolls-Royce-Merlin-X V-Motoren mit 1.145 PS, 401 wurden gebaut. Diese Version konnte als erste die 1,8 t schwere Luftmine vom Typ HC 4000 LB („Cookie“) mitführen.
Wellington B.III
Version mit zwei Bristol-Hercules-XI-Sternmotoren mit je 1.590 PS. Die Maschinen wurden mit einem Enteisungssystem ausgerüstet und konnten Lastensegler ziehen. Der Heckturm hatte vier 7,7-mm-MGs. 1.519 wurden gebaut.
Wellington B.IV
Wellington IC mit zwei Pratt & Whitney R-1830-S3C4-C-Twin-Wasp-Sternmotoren mit 1.050 PS. 220 wurden gebaut. Der Prototyp flog erstmals im Dezember 1940 und die Auslieferung begann im August 1941. Die Mk IV wurde von drei polnischen RAF-Staffeln (300, 301 und 305), zwei australischen (458 und 460) und der 142. Staffel der RAF bis März 1943 geflogen.
Wellington B.V
Höhenversion mit Druckkabine und tropfenförmiger Kanzel mit zwei 1.425-PS-Hercules-III-Sternmotoren, drei wurden gebaut.
Wellington B.VI
B.V mit Rolls-Royce-Merlin-60 V-Motoren mit 1.600 PS, 64 wurden gebaut. Die B.VI sollten als Pfadfinder-Maschinen eingesetzt werden, diese Aufgabe wurde jedoch von der De Havilland DH.98 Mosquito übernommen. Im Jahr 1943 wurden die Mk V/VI verschrottet.
Wellington B.VII
B.II mit Merlin-XX V-Motoren. Ein Prototyp wurde gebaut und als Testflugzeug an Rolls-Royce übergeben.
Wellington GR.VIII
Navalisierte Version der Mk IC für das RAF Coastal Command. 394 wurden gebaut. Davon waren 271 Torpedobomber mit ASV-Mk-II-„Stickleback“-Radar. 58 waren mit Radar und einem Leigh Light-Scheinwerfer zur U-Boot-Jagd ausgerüstet und 65 waren reine Bomber.
Wellington B.IX
Umbau einer Mk IA als Transportflugzeug.
Wellington B.X
Bomber ähnlich der Mk III mit zwei 1.675 PS leistenden Bristol-Hercules-VI- oder -XVI-Sternmotoren. 3.803 wurden gebaut.
Wellington GR.XI
Torpedobomber-Version der Mk X mit Radar Typ 454 Mk II, 180 wurden gebaut.
Wellington GR.XII
GR XII mit ASV-Mk-III-Radar in der Flugzeugnase anstatt des Bugturms, 58 wurden gebaut.
Wellington GR.XIII
Torpedobomber-Version mit ASV-Mk-II-Radar und Bugturm sowie zwei 1.735-hp-Hercules-XVII-Motoren, 844 wurden gebaut.
Wellington GR.XIV
U-Jagd-Version mit ASV-Mk-III-Radar ohne Bugturm sowie zwei 1.735-hp-Hercules-XVII-Motoren, 841 wurden gebaut.
Wellington C.XV
Zu Transportern umgebaute Mk 1A.
Wellington C.XVI
Zu Transportern umgebaute Mk 1C.
Wellington T.XVII
Umbau einer B.XI als Trainer zur Nachtjägerausbildung ohne Bewaffnung mit Radar in der Flugzeugnase.
Wellington T.XVIII
Trainer zur Ausbildung von Navigatoren und Funkern, 80 wurden gebaut.
Wellington T.XIX
Trainer zur Ausbildung von Navigatoren und Funkern, Umbau aus B.X.

## Militärische Nutzung
Australien
- Royal Australian Air Force

 Deutsches Reich
- Luftwaffe: einige Beutemaschinen

 Freies Frankreich
- Freie französische Luftstreitkräfte
- Freie französische Marine

 Griechenland
- Griechische Luftstreitkräfte

 Kanada
- Royal Canadian Air Force

 Neuseeland
- Royal New Zealand Air Force

 Polen
- Polnische Luftstreitkräfte im Exil

 Portugal
- Força Aérea Portuguesa: 1 internierte Maschine

 Südafrikanische Union
- South African Air Force

 Tschechoslowakei
- Tschechoslowakische Luftwaffe im Exil

 Vereinigtes Königreich
- Royal Air Force
- Fleet Air Arm

## Technische Daten
| Kenngröße             | B.III | B.X                                                                                 |
| --------------------- | --- | ----------------------------------------------------------------------------------- |
| Besatzung             | 6 | 6                                                                                   |
| Länge                 | 18,54 m | 19,70 m                                                                             |
| Spannweite            | 26,26 m | 26,30 m                                                                             |
| Höhe                  | 5,31 m | 5,35 m                                                                              |
| Flügelfläche          | 78,04 m² | k. A.                                                                               |
| Flügelfläche          | 8,8 |                                                                                     |
| Leermasse             | 8.417 kg | 11.500 kg                                                                           |
| Startmasse            | 13.380 kg | 14.300 kg                                                                           |
| Höchstgeschwindigkeit | 410 km/h in 3.810 m Höhe | 408 km/h                                                                            |
| Dienstgipfelhöhe      | 5.790 m | 7.325 m                                                                             |
| max. Reichweite       | 3.540 km | 2.125 km                                                                            |
| Triebwerke            | 2 × Sternmotoren Bristol Hercules XI; je 1.118 kW (1.521 PS)                                                                                                 | 2 × 14-Zylinder-Doppelsternmotoren Bristol Hercules VII/XVI; je 1.675 PS (1.232 kW) |
| Bewaffnung            | 2 × Browning-MG vom Kaliber .303 British (7,7 mm) im Bug 4 × 7,7-mm-MG im Heckdrehturm 2 × 7,7-mm-MG in seitlichen Rumpfständen Bombenzuladung max. 2.041 kg | 6 × 7,7-mm-Browning-MG Bombenzuladung max. 2.720 kg                                 |